# Połączony Sztab Walki Elektronicznej JEWCS
Połączony Sztab Walki Elektronicznej, ang. Joint Electronic Warfare Core Staff (JEWCS) – centrum analityczno-szkoleniowe NATO wspierające Sojusznicze Dowództwo ds. Transformacji (ACT) i inne dowództwa NATO.

## Charakterystyka
Połączony Sztab Walki Elektronicznej powstał w 2006. W jego skład weszły dotychczas samodzielne elementy Multi-Service Electronic Warfare Support Group (MEWSG), NATO Emitter Data Base (NEDB) oraz inne narodowe podmioty walki elektronicznej. Liczący (2013) około 80 osób personel pochodzi z Belgii, Czech, Francji, Grecji, Holandii, Niemiec, Norwegii, Polski, Rumunii, Wielkiej Brytanii, Włoch, Stanów Zjednoczonych i Hiszpanii.
W zakresie wypełniania swoich kompetencji JEWCS ściśle współpracuje z Komitetem Doradczym NATO ds. walki elektronicznej (NEWAC) oraz dowództwami i komórkami NATO. Zgodnie z dokumentem Komitetu Wojskowego MC 0486/1 NATO EW Core Staff Concept, JEWCS pozostaje jedyną komórką w NATO odpowiedzialną za walkę elektroniczną, w której zostały scentralizowane zasoby osobowe i sprzęt walki elektronicznej sojuszu.
W grudniu 2012 Komitet Wojskowy wydał dokument MC 0324/3 (The NATO Military Command Structure). Na jego podstawie ze struktur dowodzenia NATO wyłączono Połączony Sztab Walki Elektronicznej. JEWCS, jako organizacja która nie jest w strukturach dowodzenia NATO, współpracuje jednak blisko z dowództwem ACT i ACO.

## Zadania JEWCS
Główne zadania to:
- specjalistyczne wsparcie dowództw i sztabów NATO w zakresie planowania i prowadzenia walki elektronicznej,
- prowadzenie szkolenia specjalistycznego z personelem NATO,
- wsparcie Sojuszniczego Dowództwa ds. Transformacji (ACT) oraz innych dowództw NATO w zakresie walki elektronicznej,
- opracowywanie doktryn i koncepcji walki elektronicznej,
- organizowanie i prowadzenie sojuszniczych ćwiczeń i szkoleń w zakresie walki elektronicznej,
- administrowanie sojuszniczą bazą danych emiterów (NATO Emitter Database), która obejmuje dane środki promieniowania radiolokacyjnego, optoelektronicznego i podczerwonego.